# Dielèctric high-k

Fig.1 Comparativa de transistor amb SO2 (esquerra) i High-k (dreta)

Dielèctric high-k (en anglès alta k) fa referència a un material d'alt valor de constant dielèctrica o també permitivitat relativa (εr). Els materials dielèctrics amb alta k s'empren en la fabricació de semiconductors on usualment remplacen el diòxid de silici (K=3,7-3,9). Els materials dielèctrics high-k és una de les tecnologies que permeten de continuar la miniaturització dels components electrònics segons la llei de Moore.

## Necessitat
Durant moltes dècades s'ha utilitzat el doòxit de silici com a material aïllant en les portes dels transistors. Quan aquests transistors han anat reduint la seva mida, el gruix de la capa de diòxid de silici també s'ha reduït per a poder mantenir la capacitat de la porta. Si el gruix cau per sota de 2 nm, els corrents de fuita augmenten degut a l'efecte túnel. Per a solventar aquestes pèrdues cal reemplaçar el diòxid de silici per dielèctrics d'alta k.
El valor de la capacitat:
{\displaystyle C=\epsilon _{o}k{\frac {A}{d}}}
on :
- A és làrea del condensador
- κ és la constant dielèctrica relativa del material (3,9 pel diòxid de silici)
- ε0 és la permitivitat a l'espai buit
- t és el gruix del material

Llavors, si el gruix del material {\displaystyle d} disminueix, per a mantenir el valor de capacitat caldrà augmentar el valor de {\displaystyle k} (material d'alta k)

## Materials high-k
Existeixen el silicat de hafnium, silicat de zircònium, diòxid de hafnium i diòxid de zircònium, amb les següents propietats:
| Material high-k             | Constant dielèctrica k  | Reducció del corrent de fuita |
| --------------------------- | ----------------------- | ----------------------------- |
| {\displaystyle ZrO_{2}}     | {\displaystyle \sim }23 | x10.000-100.000               |
| {\displaystyle HfO_{2}}     | {\displaystyle \sim }20 | x10.000-100.000               |
| {\displaystyle Y_{2}O_{3}}  | {\displaystyle \sim }15 | x10.000-100.000               |
| {\displaystyle Al_{2}O_{3}} | {\displaystyle \sim }10 | X100-1000                     |